# Vietnam en los Juegos Olímpicos de Barcelona 1992
Vietnam estuvo representado en los Juegos Olímpicos de Barcelona 1992 por siete deportistas, dos hombres y cinco mujeres, que compitieron en tres deportes.
El equipo olímpico vietnamita no obtuvo ninguna medalla en estos Juegos.